# Гуго Биго, 1-й граф Норфолк

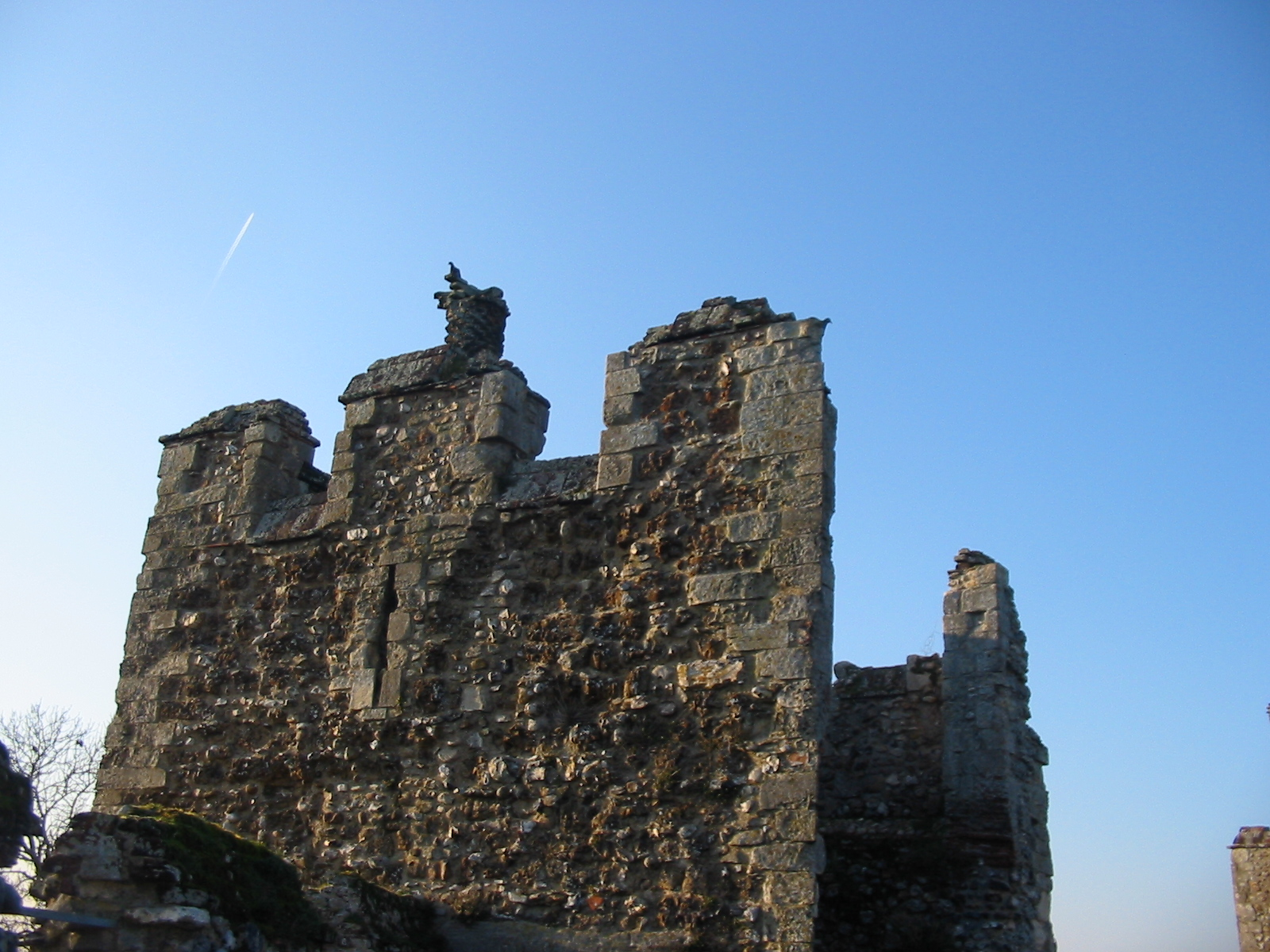
Стены замка Фрамлингем — родового замка Гуго Биго

Гу́го Биго́ (англ. Hugh Bigod, фр. Hugues Bigot; 1095—1177) — англонормандский аристократ из рода Биго, 1-й граф Норфолк (c 1140/1141), активный участник гражданской войны в Англии 1135—1154 гг., во время которой он неоднократно менял политические лагеря, один из лидеров мятежа сыновей Генриха II в 1173—1174 гг.

## Биография

### Происхождение и юность
Гуго был вторым сыном Роджера Биго, участника нормандского завоевания Англии и шерифа Норфолка, и Аделизы де Тосни, дочери нормандского феодала Робера де Тосни. После гибели своего старшего брата Вильгельма при кораблекрушении «Белого корабля» 26 ноября 1120 г. Гуго унаследовал его обширные владения в Восточной Англии, включая замки Фрамлингем и Банги. Кроме того, по наследству от своей тёти Гуго получил земли в Линкольншире, в том числе замок Бильвер. Он пользовался расположением английского короля Генриха I и в 1122 г. был назначен констеблем Нориджского замка и управляющим Нориджа.

### Гуго Биго в период феодальной анархии
После смерти Генриха I Боклерка в 1135 г. Гуго Биго стал одним из первых англонормандских баронов, поддержавших претензии Стефана Блуаского на английский престол. По легенде, сразу после кончины Генриха в Нормандии Гуго поспешил в Англию, где убедил архиепископа Кентерберийского Вильгельма де Корбейля в том, что перед смертью король назвал своим наследником именно Стефана, а не свою дочь Матильду. Вскоре Стефан Блуаский был коронован королём Англии. Однако императрица Матильда оспорила узурпацию Стефаном престола Англии и начала военные действия в Нормандии. На её сторону постепенно начали переходить некоторые английские бароны, недовольные политикой короля. В их числе был и Гуго Биго. Во время болезни Стефана в 1136 г. он поднял восстание в Восточной Англии, но был осаждён Стефаном в Норидже и капитулировал. Заинтересованный в поддержке одного из крупнейших землевладельцев восточных графств, король вскоре простил Гуго и на рубеже 1140 и 1141 гг. пожаловал ему титул графа Норфолка. В феврале 1141 г. Гуго сражался на стороне Стефана в битве при Линкольне, но не проявил военных талантов и был одним из тех пяти графов, которые пустились в бегство при первой атаке рыцарей Роберта Глостерского, что предопределило поражение королевских войск. В этом сражении король Стефан попал в плен. Этим воспользовалась Матильда, которая организовала своё избрание королевой и вступила в Лондон. На её сторону перешли бывшие соратники Стефана, в том числе граф Норфолк. Правление Матильды, впрочем, оказалось недолгим: восстание лондонцев и эффективные действия новой королевской армии под командованием Вильгельма Ипрского заставили императрицу бежать, а 14 сентября 1141 г. она была разбита в сражении при Винчестере. Вскоре король был освобождён, а Гуго Биго вновь присягнул ему на верность.
В последующих военных действиях гражданской войны Гуго активного участия не принимал, ограничившись обороной своих владений от набегов соседних баронов. Во время конфликта Стефана Блуаского с архиепископом Теобальдом в 1148 г. Гуго поддержал последнего и предоставил архиепископу убежище в своём замке Фрамлингем. Вскоре однако Теобальд примирился с королём и вернулся в Кентербери. В начале 1150-х гг. Гуго вновь сблизился с партией императрицы Матильды, и когда в 1153 г. в Англии высадился её сын Генрих Плантагенет, перешёл на его сторону. Ипсуич, в котором закрепился граф Норфолк, был осаждён войсками короля и вскоре капитулировал. Тем не менее Гуго удалось сохранить свои владения: между Стефаном и Генрихом был заключён Уоллингфордский договор, который в частности предусматривал амнистию сторонникам обоих враждующих партий. В 1154 г. Стефан Блуаский скончался, а английским королём был избран Генрих.

### Гуго Биго в период правления Генриха II
Вступив на английский престол, в январе 1155 года Генрих II издал хартию, подтверждающую за Гуго Биго владение его землями и замками, а также право на титул графа Норфолка. Однако жёсткое правление нового короля и его мероприятия по расширению практики взимания «щитовых денег» вскоре вызвали недовольство Гуго. Граф, очевидно, начал готовить мятеж, но решительные действия Генриха II помешали реализации его планов: в 1157 году королевская армия вступила в Восточную Англию и принудила Гуго Биго к подчинению. На протяжении следующего десятилетия, Гуго Биго, вероятно, практически не участвовал в политической жизни страны, во всяком случае никаких упоминаний о нём в источниках этого периода не содержится. Известно лишь, что в 1169 году он был вместе с другими английскими баронами отлучён от церкви Томасом Беккетом.
В 1173 году против Генриха II подняли мятеж его сыновья во главе с Генрихом-младшим, поддержанные королями Франции и Шотландии, а также частью аквитанской и англонормандской знати. Гуго Биго стал одним из лидеров восставших в Англии. 29 сентября в Суффолке высадился отряд графа Лестера, состоявший главным образом из фламандских наёмников, который направился в Фрамлингем, где соединился с войсками Гуго Биго. Затем мятежники двинулись к Лестеру, но к северу от Бери-Сент-Эдмундс были остановлены королевской армией Хамфри де Богуна и Ричарда де Люси. Граф Лестер попал в плен, а Гуго заключил перемирие, согласившись распустить фламандские отряды. В начале 1174 года военные действия возобновились. С новым подкреплением из Фландрии Гуго Биго удалось захватить Норидж. Однако поражение и пленение шотландского короля Вильгельма I подорвало силы восставших. Вскоре капитулировал Хантингдон, а затем и Гуго Биго сложил оружие, передав свои замки королю.
Участники мятежа 1173—1174 годов были амнистированы Генрихом II. Гуго Биго сохранил свои земли, замки и титулы. Спустя три года, в 1177 году граф Норфолк скончался, по видимому во время паломничества в Палестину.
После смерти Гуго за его наследство разгорелся спор между старшим сыном Роджером и вдовой Гундрадой де Бомон. Этим воспользовался король Генрих II, который занял земли Гуго Биго и стал изымать в свою пользу треть судебных доходов Норфолка, которые причитались графу. Только после восшествия на престол Ричарда Львиное Сердце Роджер Биго получил обратно владения и титул своего отца.

## Семья

### Браки и дети
Гуго женат первым браком (до 1140) на Юлиане де Вер (ум. ок. 1199), дочери Обри де Вера II и Аделизы де Клер, дочери Гилберта Фиц-Ричарда де Клера. Брак был расторгнут в 1168 г. Гуго и Юлиана имели одного сына:
- Роджер Биго (ок. 1144—1221), 2-й граф Норфолк, женат на Иде де Тосни, бывшей любовнице короля Генриха II;

Вторым браком Гуго Биго был женат на Гундраде де Бомон (ок. 1135—1200), дочери Роджера де Бомона, 2-го графа Уорика, и Гундрады де Варенн, дочери Вильгельма де Варенна, 2-го графа Суррея. Их дети:
- Гуго Биго (р. 1156);
- Вильгельм Биго (р. 1168), женат на Маргарите, дочери Роберта де Саттона.